# Informe de la Comisión de Drogas de Cáñamo de la India

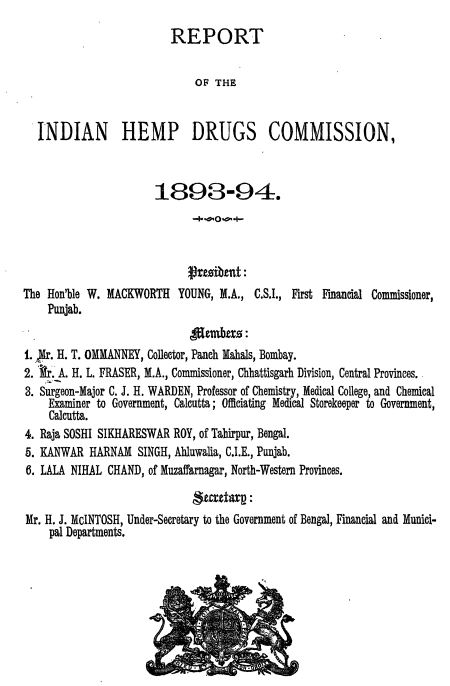

El informe de la  Comisión de drogas en India (Indian Hemp Drugs Commission) completado en 1894, fue un estudio indo-británico del uso de cannabis en India.
El 2 de marzo de 1893, la Cámara de los Comunes del Reino Unido mostró interés por los efectos del cáñamo en la provincia de Bengala, India. El Gobierno de la India convocó a una comisión de siete miembros para estudiar estos efectos, comenzando sus estudios el 3 de julio de 1893. El señor Kimberley sugirió modificar el alcance de la investigación para que este fuera ampliado y así incluir a toda India.
El informe de la Comisión produjo al menos 3.281 páginas, con el testimonio de casi 1.200 personas, entre ellos médicos, directores de manicomios, campesinos, recaudadores de impuestos, contrabandistas, oficiales del ejército, traficantes, operadores palacio y el clero.
La comisión estaba constituida por un presidente Sr. W. Mackworth, un secretario el Sr.McIntosh, así como otros miembros como Ommanney, A.H.L. Fraser, comandante médico C.J.H. Warden, Raja Soshi Sikhareshwar Roy, Kanwar Harnam Singh, y Lala Nihal Chand.  
En este informe ampliamente bien preparado y completo, se resume en un solo capítulo los efectos potencialmente negativos del cannabis. Aquí está el final de ese capítulo:

## Conclusión
La Comisión ha examinado todas las pruebas antes reunidas de los efectos atribuidos a las drogas todo esto con el fin de resumir brevemente las conclusiones a las que llegaron. Se ha establecido claramente que el uso ocasional en dosis moderadas puede ser beneficioso; este uso puede considerarse como medicamento por lo que ahora la comisión centró su atención en el uso popular de estas drogas. Es conveniente tener en cuenta los efectos por separado, como afecta física, mental y moralmente.

## Efectos físicos
En lo que respecta a los efectos físicos, la Comisión ha llegado a la conclusión de que el uso moderado de drogas no ha producido resultados malos en absoluto. Puede haber casos excepcionales en los que debido a una enfermedad llamada idiosincrasia de constitución, los medicamentos de uso moderado incluso pueden ser perjudiciales. Probablemente no hay nada cuyo uso no puede ser posiblemente nocivo en caso de intolerancia. También hay muchos casos en los que se trata con circunstancias de trabajo duro y de exposición, las personas atribuyen efectos beneficiosos para el uso moderado habitual de estos fármacos y no hay pruebas que demuestren lo contrario. En términos generales, la Comisión es de la opinión de que el uso moderado de drogas no parece causar ningún daño físico apreciable de ningún tipo. El uso excesivo puede causar alguna lesión, al igual que en el caso de otras sustancias tóxicas, el uso excesivo tiende a debilitar a la persona y puede hacer que el consumidor sea más susceptible a las enfermedades. En cuanto a las enfermedades particulares que de acuerdo con un número considerable de testigos deben ser asociados directamente con las drogas es que puede causar disentería indirectamente por el debilitamiento aunque el uso excesivo de estos medicamentos no causa asma, además de que puede causar bronquitis principalmente a través de la acción del humo inhalado en los tubos bronquiales (1: 263-4).

## Efectos mentales
En cuanto a los supuestos efectos mentales de los medicamentos, la Comisión ha llegado a la conclusión de que el uso moderado no produce efectos perjudiciales sobre la mente. En efecto, puede aceptarse que en el caso especialmente de diátesis neurótica, incluso el uso moderado puede producir alguna lesión mental. En estos casos puede causar alguna estimulación o emoción mental leve. Pero dejando de lado estos casos muy excepcionales, el uso moderado de estos fármacos no produce alguna lesión mental. Por otro lado el uso excesivo indica e intensifica la inestabilidad mental (1: 264).

## Efectos morales
En lo que respecta a los efectos morales de los medicamentos, la Comisión opinó que su uso moderado no produce daño moral. No hay pruebas suficientes para creer que afecta perjudicialmente el carácter del consumidor. El consumo excesivo, por otro lado, indica e intensifica la debilidad o depravación moral (1: 264).

## Discusión
Se puede añadir que el uso moderado de estas drogas es común y que el uso excesivo es relativamente excepcional. El uso moderado no produce efectos nocivos, en todos menos en los casos más excepcionales, el daño del uso moderado habitual no es apreciable. El uso excesivo puede ciertamente ser aceptado como muy perjudicial, aunque hay que admitir que en muchos consumidores excesivos el daño no está claramente marcado. El daño realizado por el uso excesivo limita casi exclusivamente al propio consumidor; el efecto sobre la sociedad rara vez es apreciable está característica ha sido lo más llamativo de esta investigación ya que los efectos de estas drogas han perturbado la observación. El gran número de testigos de todas las clases que nunca profesaban haber visto estos efectos, las vagas declaraciones hechas por muchos que profesaban los han observado, los pocos testigos que podrían así recordar un caso como para dar cualquier cuenta definitiva de la misma, y la manera en que una gran proporción de estos casos se rompió en el primer intento de examinarlas, son hechos que se combinan para mostrar con mayor claridad lo poco que la sociedad conoce de este tipo de drogas (1: 264).